# Tetsuya Itō
Tetsuya Itō (jap. 伊藤 哲也 Itō Tetsuya; ur. 1 października 1970) – japoński piłkarz występujący na pozycji obrońcy.

## Kariera klubowa
Od 1993 do 2007 roku występował w klubach NKK, Yokohama Marinos, Sanfrecce Hiroszima, F.C. Tokyo, Oita Trinita i FC Gifu.